# Hass (variedad de Persea americana)
La Hass es una variedad de la Persea americana, cultivada por el horticultor Rudolph Hass en La Habra, California, en 1926, patentada en 1935 e introducida globalmente en el mercado en 1960. Es la variedad más cultivada a nivel mundial.

## Características
La variedad Hass posee un contenido de aceite que oscila entre el 18 y 22%. Además, la proporción de agua es baja, de apenas 60-70%. Su contenido de vitaminas del complejo B y vitamina E es considerable.
Tanto el fruto como la semilla son relativamente pequeños, con un peso conjunto entre 200 y 300 g. La piel es algo coriácea, rugosa, de color verde a ligeramente negruzca cuando está en el árbol; una vez cosechada se va tornando de violácea a negra a medida que la fruta se ablanda al madurar, por lo que el consumidor reconoce el momento óptimo para consumirla.
El fruto es de excelente calidad, sin fibra, alta resistencia al transporte y larga vida poscosecha.
En general, el árbol de esta variedad florece una sola vez al año, desde inicios a mediados de primavera y, dependiendo de la variedad y la acumulación térmica del lugar, puede demorar entre seis y once meses en madurar. La variedad Hass, especialmente en climas frescos, puede mantenerse en el árbol una vez madura durante varios meses sin mayor deterioro aparente, lo cual permite extender enormemente el período de cosecha.